# 航海士
航海士是在船舶艙面部門（甲板部門）負責航行方向和安全的船員，所必要的資格認證。
- 一等航海士（英语：Chief mate）（Chief Mate's License），可以獲得大副的位置
- 二等航海士（英语：Second mate）（Second Mate's License），可以獲得資深船副和資淺船副的位置
- 三等航海士（英语：Third mate）（Third Mate's License），可以獲得資淺船副的位置

## 航海士的技能
航海士可以升任成為船舶上的甲級船員，必要的工作知識包括：
1. 船舶的航行運作
2. 船體、艙面設備、航海儀器、屬具的維護修理，以及物料的申請與保管
3. 氣象觀測及報告
4. 艙面通信設備的使用及保管
5. 航路船位的報告，以及航海日誌的記錄
6. 艙面部門人員的管理、考核及訓練
7. 貨物裝卸準備及督導
8. 海圖及航海圖書的備置、修正與保管
9. 輪機部門、事務部門（旅客部門）及電信部門之間的聯繫
10. 處理醫療、一般行政及船員福利
11. 船上安全及保安，以及處理緊急的事件
12. 其他有關艙面的事務

## 另見
- 船長
- 機關士
- 通信士
- 電子通信士